# Liste der Kulturdenkmäler in Frankfurt-Nordend (G–K)
In der Liste der Kulturdenkmäler in Frankfurt-Nordend sind alle Kulturdenkmäler im Sinne des Hessischen Denkmalschutzgesetzes in Frankfurt-Nordend, einem Stadtteil von Frankfurt am Main aufgelistet. Aufgrund der Größe ist die Liste in drei Teillisten (A–F, G–K und L–Z) aufgeteilt.
Grundlage ist die Denkmaltopographie aus dem Jahre 1994, die zuletzt 2000 durch einen Nachtragsband ergänzt wurde. In der Denkmaltopographie überwiegend abgekürzte Namen von Architekten, Baumeistern und Künstlern sind, soweit möglich, nach der unter dem Abschnitt Werke zu Architekten und Künstlern genannten Literatur aufgelöst. Kursiv dargestellt sind nicht auf der Literatur beruhende Zusatzangaben.

## Kulturdenkmäler in Frankfurt-Nordend

### Gellertstraße
| Bild               | Bezeichnung                                                                                | Lage | Beschreibung | Bauzeit | Daten |
| ------------------ | ------------------------------------------------------------------------------------------ | --- | --- | ------- | ----- |
| weitere Bilder     | Gellertstraße 1-7/13-29 (s. o. Friedberger Landstraße 212-224 und Münzenberger Straße 2-8) | Nordend, Gellertstraße 1-7/13-29 (s. o. Friedberger Landstraße 212-224 und Münzenberger Straße 2-8) Lage | (s. o. Friedberger Landstraße 212-224, s. u. Münzenberger Straße 2-8) | 1907/08 |       |
| Gellertstraße 9/11 | Gellertstraße 9/11                                                                         | Nordend, Gellertstraße 9/11 Lage                                                                         | Schlichtes Doppelhaus des Spätklassizismus, um das sich eine Wohnsiedlung von 1907/08 gruppiert. | 1872    |       |
| weitere Bilder     | Hallgartensiedlung                                                                         | Nordend, Gellertstraße 16-32 Lage                                                                        | Teil eines geschlossenen Wohnblocks aus Klinkerbauten nach Entwurf von K. Blater und Franz Roeckle im Heimatstil mit expressionistischen Anklängen. Segment einer Baugruppe mit Hallgartenstraße 28-56, Hartmann-Ibach-Straße 109-111 u. Rotlintstraße 102-106. | 1924–26 |       |
| weitere Bilder     | Gellertstraße 31                                                                           | Nordend, Gellertstraße 31 Lage                                                                           | wie Gellertstraße 9-11 | 1872    |       |
| Witwerheim         | Witwerheim                                                                                 | Nordend, Gellertstraße 35 (=Rotlintstraße 103) Lage                                                      | Das Witwerheim nach Entwurf von Simon Ravenstein ist ein dominierender Eckbau mit übergiebelten Klinkerfronten und zentralem Uhrtürmchen unter Einfluss des Jugendstils.                                                                                        | 1905    |       |
| weitere Bilder     | St.-Michaels-Kirche                                                                        | Nordend, Gellertstraße 37-39 Lage                                                                        | Verklinkerte Saalkirche auf elliptischem Grundriss nach Entwurf von Rudolf Schwarz und Karl Wimmenauer; seitlich isolierter Turm von 1961. | 1953/54 |       |

### Germaniaplatz
| Bild                | Bezeichnung         | Lage                              | Beschreibung | Bauzeit | Daten |
| ------------------- | ------------------- | --------------------------------- | --- | ------- | ----- |
| weitere Bilder      | Obelisk             | Nordend, Germaniaplatz Lage       | Das Kriegerdenkmal wurde 1874 zur Erinnerung an die im Deutsch-Französischen Krieg 1870/71 Gefallenen errichtet. Es besteht aus einem Würfel, auf dem ein aus rotem Mainsandstein gehauener Obelisk steht, der mit Sinnbildern geschmückt ist. | 1874    |       |
| Germaniaplatz 39/41 | Germaniaplatz 39/41 | Nordend, Germaniaplatz 39/41 Lage | Vorstadthaus in Formen eines ländlichen Klassizismus als architektonische Einheit zweier Gebäudehälften. | 1863    |       |

### Germaniastraße
| Bild           | Bezeichnung          | Lage                                                      | Beschreibung | Bauzeit   | Daten |
| -------------- | -------------------- | --------------------------------------------------------- | --- | --------- | ----- |
| weitere Bilder | Lersnerschule        | Nordend, Germaniastraße 40 (s. Burgstraße 59) Lage        | (s. Burgstraße 59) Lersnerschule | 1886      |       |
| weitere Bilder | Germaniastraße 59-87 | Nordend, Germaniastraße 59-87 Lage                        | Hufeisenförmig um einen begrünten Hof symmetrisch gruppierte Mietshäuser; Fassaden mit neoromanischen Details, Walmgiebel mit floralen Jugendstilgraffiti. | 1902      |       |
| weitere Bilder | Hochbunker           | Nordend, Germaniastraße 89 / Ecke Gabelsbergerstraße Lage | Entworfen vom Architekten August Härter, ausgeführt durch die Bauunternehmung Gebr. Weil aus Limburg; Fassade verziert durch Medaillons des Bildhauers Carl Stock; nach dem Krieg als Flüchtlingsunterkunft für heimatlose Jugendliche und ab 1947 von der Vereinigten Frankfurter Wohlfahrt genutzt, später zum Kulturbunker und Künstlerwerkstatt ausgebaut. | 1940–1941 |       |

### Glauburgstraße
| Bild                                | Bezeichnung                         | Lage                                              | Beschreibung                                                                    | Bauzeit | Daten |
| ----------------------------------- | ----------------------------------- | ------------------------------------------------- | ------------------------------------------------------------------------------- | ------- | ----- |
| Glauburgstraße 32 (=Gluckstraße 21) | Glauburgstraße 32 (=Gluckstraße 21) | Nordend, Glauburgstraße 32 (=Gluckstraße 21) Lage | (= Gluckstraße 21) Mietshaus der Neurenaissance nach Entwurf von Georg Fülbert. | 1895    |       |
| Glauburgstraße 33 (=Gluckstraße 17) | Glauburgstraße 33 (=Gluckstraße 17) | Nordend, Glauburgstraße 33 (=Gluckstraße 17) Lage | (= Gluckstraße 17) wie Glauburgstraße 32.                                       | 1894    |       |
| Glauburgstraße 34                   | Glauburgstraße 34                   | Nordend, Glauburgstraße 34 Lage                   | wie Glauburgstraße 32                                                           | 1895    |       |
| Glauburgstraße 35                   | Glauburgstraße 35                   | Nordend, Glauburgstraße 35 Lage                   | wie Glauburgstraße 34                                                           | 1895    |       |
| Glauburgstraße 36                   | Glauburgstraße 36                   | Nordend, Glauburgstraße 36 Lage                   | Mietshaus der Neurenaissance nach Entwurf von Georg Fülbert.                    | 1894    |       |
| Glauburgstraße 37                   | Glauburgstraße 37                   | Nordend, Glauburgstraße 37 Lage                   | wie Glauburgstraße 36                                                           | 1894    |       |
| Glauburgstraße 38                   | Glauburgstraße 38                   | Nordend, Glauburgstraße 38 Lage                   | wie Glauburgstraße 34                                                           | 1895    |       |
| Glauburgstraße 39                   | Glauburgstraße 39                   | Nordend, Glauburgstraße 39 Lage                   | wie Glauburgstraße 34                                                           | 1895    |       |
| weitere Bilder                      | Mietshaus Glauburgstraße 40         | Nordend, Glauburgstraße 40 (=Weberstraße 74) Lage | (= Weberstraße 74) Mietshaus der Neurenaissance nach Entwurf von Georg Fülbert. | 1894    |       |

### Gluckstraße
| Bild                                | Bezeichnung                         | Lage                                              | Beschreibung           | Bauzeit | Daten |
| ----------------------------------- | ----------------------------------- | ------------------------------------------------- | ---------------------- | ------- | ----- |
| weitere Bilder                      | Gluckstraße 17 (=Glauburgstraße 33) | Nordend, Gluckstraße 17 (=Glauburgstraße 33) Lage | (s. Glauburgstraße 35) | 1894    |       |
| Gluckstraße 21 (=Glauburgstraße 32) | Gluckstraße 21 (=Glauburgstraße 32) | Nordend, Gluckstraße 21 (=Glauburgstraße 32) Lage | (s. Glauburgstraße 32) | 1895    |       |

### Günthersburgallee
| Bild                                            | Bezeichnung                                     | Lage                                                           | Beschreibung | Bauzeit | Daten |
| ----------------------------------------------- | ----------------------------------------------- | -------------------------------------------------------------- | --- | ------- | ----- |
| Grünanlagen                                     | Grünanlagen                                     | Nordend, Günthersburgallee Lage                                | Auf den gleichnamigen Park zu um 1895 trassierte Allee mit zentralem Pflanzstreifen und doppelter Baumreihe. | um 1895 |       |
| Günthersburgallee 1                             | Günthersburgallee 1                             | Nordend, Günthersburgallee 1 Lage                              | Blockartiges Mietshaus der Neurenaissance mit Klinkerfronten. | 1895    |       |
| Günthersburgallee 2 (=Bornheimer Landstraße 64) | Günthersburgallee 2 (=Bornheimer Landstraße 64) | Nordend, Günthersburgallee 2 (=Bornheimer Landstraße 64) Lage  | (s. Bornheimer Landstr. 64) | 1894    |       |
| Günthersburgallee 3/5                           | Günthersburgallee 3/5                           | Nordend, Günthersburgallee 3/5 Lage                            | Noble Mietshäuser des Neobarock nach Entwurf von Julius Hermann Lönholdt. An Sandsteinfassaden axiale Polygonalerker und Giebel; ursprüngliche Einfriedung.                                                                | 1897    |       |
| Günthersburgallee 46                            | Günthersburgallee 46                            | Nordend, Günthersburgallee 46 Lage                             | Mietshaus nach Entwurf von Jean Jungels jr. in gotisierenden Formen; ursprüngliche Einfriedung. | 1902    |       |
| Günthersburgallee 48                            | Günthersburgallee 48                            | Nordend, Günthersburgallee 48 Lage                             | Mietshaus nach Entwurf von Jean Jungels jr. mit Fassadendekoration im Jugendstil (Maskarons, Vegetabiles); ursprüngliche Einfriedung.                                                                                      | 1902    |       |
| Günthersburgallee 50                            | Günthersburgallee 50                            | Nordend, Günthersburgallee 50 Lage                             | Repräsentatives Mietshaus mit gotisierende Zierfassade mit Ecktürmchen und reicher Bauplastik (Brüstungsreliefs, u. a. Bauherrenporträts); ursprüngliche Einfriedung mit Artischockenpfeilern.                             | 1902    |       |
| Günthersburgallee 50a                           | Günthersburgallee 50a                           | Nordend, Günthersburgallee 50a Lage                            | Dominierendes Mietshaus mit gotisierender Giebelfassade; ursprüngliche Einfriedung. | 1902    |       |
| Günthersburgallee 52                            | Günthersburgallee 52                            | Nordend, Günthersburgallee 52 Lage                             | Mietshaus mit Neurenaissancefront nach Entwurf von Leonhard Hänel mit ursprünglicher Einfriedung. | 1901    |       |
| weitere Bilder                                  | Günthersburgallee 66                            | Nordend, Günthersburgallee 66 Lage                             | Mietshaus nach Entwurf von August Haenlein mit barockisierender Jugendstilfassade und ursprünglicher Einfriedung. | 1906    |       |
| weitere Bilder                                  | Günthersburgallee 67 (=Martin-Luther-Straße 24) | Nordend, Günthersburgallee 67 (=Martin-Luther-Straße 24) Lage  | (= Martin-Luther-Straße 24) Mietshaus mit gotisierenden Fassaden. Eckposition betont durch symmetrische Kuppelerker; ursprüngliche Einfriedung.                                                                            | 1902    |       |
| Günthersburgallee 68                            | Günthersburgallee 68                            | Nordend, Günthersburgallee 68 Lage                             | Jugendstilmietshaus nach Entwurf von August Haenlein. | 1906    |       |
| Günthersburgallee 69                            | Günthersburgallee 69                            | Nordend, Günthersburgallee 69 Lage                             | Mietshaus mit Fassadenmotiven aus Neugotik und -renaissance, ursprüngliche Einfriedung. | 1902    |       |
| Günthersburgallee 70                            | Günthersburgallee 70                            | Nordend, Günthersburgallee 70 Lage                             | wie Günthersburgallee 68 | 1906    |       |
| Günthersburgallee 71                            | Günthersburgallee 71                            | Nordend, Günthersburgallee 71 Lage                             | Mietshaus nach Entwurf von Johann Nicol. Stilistisch zwischen Neurenaissance und -barock unentschiedene Fassade; ursprüngliche Einfriedung.                                                                                | 1903    |       |
| weitere Bilder                                  | Günthersburgallee 72                            | Nordend, Günthersburgallee 72 Lage                             | Jugendstilmietshaus nach Entwurf von August Haenlein; ursprüngliche Einfriedung. | 1905    |       |
| weitere Bilder                                  | Günthersburgallee 73                            | Nordend, Günthersburgallee 73 Lage                             | Mietshaus der Neurenaissance mit übergiebeltem Seitenrisalit; ursprüngliche Einfriedung. | 1903    |       |
| Günthersburgallee 74                            | Günthersburgallee 74                            | Nordend, Günthersburgallee 74 Lage                             | wie Günthersburgallee 72 | 1905    |       |
| Günthersburgallee 75                            | Günthersburgallee 75                            | Nordend, Günthersburgallee 75 Lage                             | Mietshaus nach Entwurf von Friedrich Wilhelm Kämpf. Fassade mit überkuppeltem Eck- und axialem Polygonalerker in Mischformen aus Neobarock und Jugendstil. Doppelhaus mit Günthersburgallee 77; ursprüngliche Einfriedung. | 1904    |       |
| Günthersburgallee 76                            | Günthersburgallee 76                            | Nordend, Günthersburgallee 76 Lage                             | wie Günthersburgallee 72 | 1905    |       |
| Günthersburgallee 77                            | Günthersburgallee 77                            | Nordend, Günthersburgallee 77 Lage                             | wie Günthersburgallee 75 | 1904    |       |
| Günthersburgallee 78                            | Günthersburgallee 78                            | Nordend, Günthersburgallee 78 Lage                             | Jugendstilmietshaus nach Entwurf von August Haenlein; | 1906    |       |
| Günthersburgallee 79                            | Günthersburgallee 79                            | Nordend, Günthersburgallee 79 Lage                             | Mietshaus mit Motiven aus Neogotik, -barock und Jugendstil | 1902    |       |
| Günthersburgallee 80                            | Günthersburgallee 80                            | Nordend, Günthersburgallee 80 Lage                             | wie Günthersburgallee 78 | 1906    |       |
| Günthersburgallee 81                            | Günthersburgallee 81                            | Nordend, Günthersburgallee 81 Lage                             | Mietshaus mit Fassade in Mischformen des Historismus. Aufwendige Gestaltung von Giebel und Balkonbrüstungen; ursprüngliche Einfriedung.                                                                                    | 1903    |       |
| Günthersburgallee 82                            | Günthersburgallee 82                            | Nordend, Günthersburgallee 82 Lage                             | wie Günthersburgallee 78 | 1906    |       |
| Günthersburgallee 83                            | Günthersburgallee 83                            | Nordend, Günthersburgallee 83 Lage                             | Neobarockes Mietshaus mit überkuppeltem Eckerker und symmetrischer Giebelfront. | 1903    |       |
| weitere Bilder                                  | Günthersburgallee 84                            | Nordend, Günthersburgallee 84 Lage                             | Mietshaus der Neurenaissance nach Entwurf von Eduard Balthasar Fricke. Doppelhaus mit Günthersburgallee 86, ursprüngliche Einfriedung.                                                                                     | 1906    |       |
| Günthersburgallee 85                            | Günthersburgallee 85                            | Nordend, Günthersburgallee 85 Lage                             | Mietshaus nach Entwurf von J. C. Becker und Carl Justus Beck mit ursprünglicher Einfriedung. | 1903    |       |
| weitere Bilder                                  | Günthersburgallee 86                            | Nordend, Günthersburgallee 86 Lage                             | Mietshaus der Neurenaissance nach Entwurf von Eduard Balthasar Fricke, weitgehend wie Günthersburgallee 84. | 1903    |       |
| weitere Bilder                                  | Günthersburgallee 87/89                         | Nordend, Günthersburgallee 87/89 Lage                          | Doppelhaus nach Entwurf von Louis Modrow mit gotisierender Fassade und axialem Polygonalerker ursprüngliche Einfriedung.                                                                                                   | 1903    |       |
| Günthersburgallee 88                            | Günthersburgallee 88                            | Nordend, Günthersburgallee 88 Lage                             | Mietshaus mit Giebelfassade mit Motiven aus Neugotik und -renaissance; ursprüngliche Einfriedung. | 1906    |       |
| Günthersburgallee 90                            | Günthersburgallee 90                            | Nordend, Günthersburgallee 90 Lage                             | Mietshaus nach Entwurf von Heinrich Anthes mit Giebelfront in Mischformen des Historismus; barockisierende Brüstungsreliefs u. ursprüngliche Einfriedung.                                                                  | 1906    |       |
| weitere Bilder                                  | Günthersburgallee 91                            | Nordend, Günthersburgallee 91 Lage                             | Mietshaus nach Entwurf von Andreas Henß mit gotisierender Fassade-, ursprüngliche Einfriedung. | 1903    |       |
| Günthersburgallee 92                            | Günthersburgallee 92                            | Nordend, Günthersburgallee 92 Lage                             | Mietshaus nach Entwurf von Franz Carl Becker mit Fassadenmotiven aus Neobarock und Jugendstil; ursprüngliche Einfriedung.                                                                                                  | 1910    |       |
| weitere Bilder                                  | Günthersburgallee 93                            | Nordend, Günthersburgallee 93 Lage                             | Stattliches Mietshaus nach Entwurf von August Haenlein mit gotisierenden Fassaden; ursprüngliche Einfriedung. | 1903    |       |
| weitere Bilder                                  | Wartburg-Gemeindehaus                           | Nordend, Günthersburgallee 94-96 (=Erlenbacher Straße 12) Lage | Mietshaus mit Gemeindesaal von nach Entwurf von Andreas Henß in vorwiegend neobarocken Formen. | 1905    |       |
| Günthersburgallee 98                            | Günthersburgallee 98                            | Nordend, Günthersburgallee 98 Lage                             | Mietshaus mit Fassadenmotien aus Neogotik und Jugendstil; ursprüngliche Einfriedung. | 1906    |       |

### Günthersburgpark
| Bild           | Bezeichnung      | Lage                           | Beschreibung | Bauzeit | Daten |
| -------------- | ---------------- | ------------------------------ | --- | ------- | ----- |
| weitere Bilder | Günthersburgpark | Nordend, Günthersburgpark Lage | Der Günthersburgpark ist eine Grünanlage die 1837 von der Bankiersfamilie Rothschild angelegt wurde und seit 1892 für die Öffentlichkeit zugänglich ist. | 1837    |       |

### Hallgartenstraße
| Bild           | Bezeichnung                              | Lage                                                   | Beschreibung | Bauzeit | Daten |
| -------------- | ---------------------------------------- | ------------------------------------------------------ | --- | ------- | ----- |
| weitere Bilder | Hallgartenstraße 28-54                   | Nordend, Hallgartenstraße 28-54 Lage                   | Teil eines geschlossenen Wohnblocks aus Klinkerbauten nach Entwurf von K. Blattner und Franz Roeckle im Heimatstil mit expressionistischen Anklängen. Segment einer Baugruppe mit Gellertstraße 16-32 Hartmann-Ibach-Straße 109-111 u. Rotlintstraße 102-106 | 1924–26 |       |
| weitere Bilder | Hallgartenstraße 56 (=Rotlintstraße 102) | Nordend, Hallgartenstraße 56 (=Rotlintstraße 102) Lage | (=Rotlintstraße 102) |         |       |

### Hammanstraße
| Bild            | Bezeichnung      | Lage                           | Beschreibung | Bauzeit | Daten |
| --------------- | ---------------- | ------------------------------ | --- | ------- | ----- |
| weitere Bilder  | Hammanstraße 1   | Nordend, Hammanstraße 1 Lage   | Nobles Mietshaus des Neoklassizismus nach Entwurf von Adolf Metzger. Fassade mit axialem Risalit und Giebel; ursprüngliche Einfriedung.                             | 1911    |       |
| weitere Bilder  | Hammanstraße 2   | Nordend, Hammanstraße 2 Lage   | Mietshaus des Jugendstils nach Entwurf von Wilhelm Loh. Fassade mit axialem Vorbau und Giebel; ursprüngliche Einfriedung.                                           | 1912    |       |
| weitere Bilder  | Hammanstraße 3   | Nordend, Hammanstraße 3 Lage   | Nobles Mietshaus des Neoklassizismus nach Entwurf von Adolf Metzger; ursprüngliche Einfriedung.                                                                     | 1913    |       |
| weitere Bilder  | Hammanstraße 4/6 | Nordend, Hammanstraße 4/6 Lage | Noble Mietshäuser des Neoklassizismus nach Entwurf von Wilhelm Loh. Übergiebelte Fassaden in aufwendiger Gestaltung durch kannelierte Säulen zuseiten des Risalits; | 1911    |       |
| weitere Bilder  | Hammanstraße 8   | Nordend, Hammanstraße 8 Lage   | Neoklassizistisches Mietshaus nach Entwurf von Wilhelm Hämel mit Erkertürmchen; Teil einer Baugruppe mit Wolfsgangstraße 39-43, ursprüngliche Einfriedung.          | 1912    |       |
| weitere Bilder  | Hammanstraße 9   | Nordend, Hammanstraße 9 Lage   | Neoklassizistisches Mietshaus nach Entwurf von Fritz Arthur Geldmacher mit palastartiger Säulenfront und gestelztem Obergeschoss; z. T. ursprüngliche Einfriedung.  | 1912    |       |
| Hammanstraße 10 | Hammanstraße 10  | Nordend, Hammanstraße 10 Lage  | Neoklassizistisches Mietshaus nach Entwurf von F. C. von Kramer mit nobler Giebelfront und Eckkuppel.                                                               | 1913    |       |
| weitere Bilder  | Hammanstraße 11  | Nordend, Hammanstraße 11 Lage  | Mietshaus von 1913 mit Giebelfronten in Mischformen des Historismus; ursprüngliche Einfriedung.                                                                     | 1913    |       |

### Hartmann-Ibach-Straße
| Bild           | Bezeichnung                      | Lage                                        | Beschreibung | Bauzeit | Daten |
| -------------- | -------------------------------- | ------------------------------------------- | --- | ------- | ----- |
| weitere Bilder | Alte Comenius-Günthersburgschule | Nordend, Hartmann-Ibach-Straße 54-58 Lage   | |         |       |
| weitere Bilder | Hartmann-Ibach-Straße 60         | Nordend, Hartmann-Ibach-Straße 60 Lage      | Neobarocke Reihenvilla des Schuldirektors von 1906 nach Entwurf von Gustav Schaumann und R. Restle. | 1906    |       |
| weitere Bilder | Hartmann-Ibach-Straße 62         | Nordend, Hartmann-Ibach-Straße 62 Lage      | wie Hartmann-lbach-Str. 60 | 1906    |       |
| weitere Bilder | Hartmann-Ibach-Straße 66         | Nordend, Hartmann-Ibach-Straße 66 Lage      | Hälfte einer Doppelvilla mit Wetteraustraße 1 mit ursprünglichem Tor. | 1904    |       |
| weitere Bilder | Hartmann-Ibach-Straße 68         | Nordend, Hartmann-Ibach-Straße 68 Lage      | Hälfte einer Doppelvilla in Neurenaissanceformen – ähnlich wie Hartmann-Ibach-Straße 66; ursprüngliche Tor. | 1904    |       |
| weitere Bilder | Wartburgkirche                   | Nordend, Hartmut-Ibach-Straße 108 Lage      | evangelische Wartburgkirche, Saalkirche auf rechteckigem Grundriss, Chor- und Eingangsseite abgeschrägt aus Bruchstein. Längsseiten verklinkert. Freistehender 6-eckiger Glockenturm und Pfarrhaus. Erbaut von W.W. Neumann und Fahle | 1960/62 |       |
| weitere Bilder | Hallgartensiedlung               | Nordend, Hartmann-Ibach-Straße 109-111 Lage | siehe Gellertstraße 16-32 bzw. Hallgartenstraße 28-54 |         |       |

### Hebelstraße
| Bild          | Bezeichnung   | Lage                            | Beschreibung | Bauzeit | Daten |
| ------------- | ------------- | ------------------------------- | --- | ------- | ----- |
| Philanthropin | Philanthropin | Nordend, Hebelstraße 15-19 Lage | Ehemals jüdisches Schulgebäude nach Entwurf von Georg Matzdorff mit Dreigiebelfront der Neurenaissance und Eckturm. | 1908    |       |

### Hegelstraße
| Bild              | Bezeichnung       | Lage                            | Beschreibung                                                                                             | Bauzeit | Daten |
| ----------------- | ----------------- | ------------------------------- | --- | ------- | ----- |
| Hegelstraße 9     | Hegelstraße 9     | Nordend, Hegelstraße 9 Lage     | Gediegenes Mietshaus der Neurenaissance nach Entwurf von Wilhelm Matheis; Doppelhaus mit Hegelstraße 11. | 1891    |       |
| Hegelstraße 11    | Hegelstraße 11    | Nordend, Hegelstraße 11 Lage    | wie Hegelstraße 9                                                                                        | 1891    |       |
| Hegelstraße 13    | Hegelstraße 13    | Nordend, Hegelstraße 13 Lage    | Mietshaus der Neurenaissance mit verhältnismäßig üppiger Fassade.                                        | 1880    |       |
| Hegelstraße 14/16 | Hegelstraße 14/16 | Nordend, Hegelstraße 14/16 Lage | Konventionelles Doppelhaus in der Tradition des Spätklassizismus.                                        | 1883    |       |

### Heinestraße
| Bild           | Bezeichnung    | Lage                         | Beschreibung                                                                                                 | Bauzeit | Daten |
| -------------- | -------------- | ---------------------------- | --- | ------- | ----- |
| Heinestraße 12 | Heinestraße 12 | Nordend, Heinestraße 12 Lage | Mietshaus nach Entwurf von Lorenz Schmalz mit reich, in etwas bizarren Formen dekorierter Jugendstilfassade. | 1903    |       |

### Hermannstraße
| Bild             | Bezeichnung      | Lage                           | Beschreibung | Bauzeit | Daten |
| ---------------- | ---------------- | ------------------------------ | --- | ------- | ----- |
| weitere Bilder   | Hermannstraße 37 | Nordend, Hermannstraße 37 Lage | Repräsentatives Mietshaus in Mischformen des Historismus zwischen Neogotik und -barock nach Entwurf von Johann Georg Mohr. Fassade mit reichem Reliefdekor; Teil eines Doppelhauses mit Hermannstraße 39. | 1903    |       |
| weitere Bilder   | Hermannstraße 39 | Nordend, Hermannstraße 39 Lage | wie Hermannstraße 37. | 1902    |       |
| weitere Bilder   | Hermannstraße 41 | Nordend, Hermannstraße 41 Lage | Spätklassizistische Villa. | 1871    |       |
| weitere Bilder   | Hermannstraße 43 | Nordend, Hermannstraße 43 Lage | Spätklassizistisches Mietshaus; Teil eines Doppelhauses mit Hermannstraße 45. | 1878    |       |
| Hermannstraße 45 | Hermannstraße 45 | Nordend, Hermannstraße 45 Lage | wie Hermannstraße 43, jedoch Fassade mit orig. Dekor. | 1878    |       |

### Hermesweg
| Bild           | Bezeichnung                     | Lage                                          | Beschreibung | Bauzeit  | Daten |
| -------------- | ------------------------------- | --------------------------------------------- | --- | -------- | ----- |
| Hermesweg 2    | Hermesweg 2                     | Nordend, Hermesweg 2 Lage                     | Mietshaus der Neurenaissance in der Tradition des Spätklassizismus; rechts verglaster Verandaanbau.                                                         | 1872     |       |
| weitere Bilder | Klingerschule                   | Nordend, Hermesweg 10-12 Lage                 | Repräsentatives Schulgebäude. Längstrakt mit symmetrischer Front und von Bogenfenstern geprägtem Mittelrisalit; rückwärtig im rechten Winkel flacher Anbau. | 1875     |       |
| Hermesweg 14   | Hermesweg 14                    | Nordend, Hermesweg 14 Lage                    | Nobles Mietshaus der Neurenaissance in der Tradition des Spätklassizismus.                                                                                  | ca. 1878 |       |
| weitere Bilder | Hermesweg 16 (=Berger Straße 4) | Nordend, Hermesweg 16 (=Berger Straße 4) Lage | (s. Berger Straße 4) |          |       |

### Holzhausenstraße
| Bild                | Bezeichnung                             | Lage                                                  | Beschreibung | Bauzeit | Daten |
| ------------------- | --------------------------------------- | ----------------------------------------------------- | --- | ------- | ----- |
| weitere Bilder      | Holzhausenpark                          | Nordend, Holzhausenstraße Lage                        | |         |       |
| weitere Bilder      | Holzhausenstraße 26                     | Nordend, Holzhausenstraße 26 Lage                     | Neurenaissancevilla nach Entwurf von Ernst Friedrich Ambrosius mit Stufengiebel als Hälfte eines Doppelhauses; z. T. ursprüngliche Einfriedung.                                                   | 1891    |       |
| Holzhausenstraße 28 | Holzhausenstraße 28                     | Nordend, Holzhausenstraße 28 Lage                     | Neurenaissancevilla mit turmartig verdachtem Balkonrisalit als Hälfte eines Doppelhauses; z. T. ursprüngliche Einfriedung.                                                                        | 1892    |       |
| Holzhausenstraße 30 | Holzhausenstraße 30                     | Nordend, Holzhausenstraße 30 Lage                     | Neurenaissancevilla mit Fachwerkgiebel und Balkonrisalit als Hälfte eines Doppelhauses; ursprüngliche Einfriedung.                                                                                | 1897    |       |
| weitere Bilder      | Holzhausenstraße 32                     | Nordend, Holzhausenstraße 32 Lage                     | Villa des Neobarock nach Entwurf von Ernst Friedrich Ambrosius mit überkuppeltem Balkonrisalit | 1895    |       |
| weitere Bilder      | Holzhausenstraße 34 (=Hynspergstraße 2) | Nordend, Holzhausenstraße 34 (=Hynspergstraße 2) Lage | (= Hynspergstraße 2) Neurenaissancevilla mit turmähnlichem Eckerker und übergiebeltem Risalit als Hälfte eines Doppelhauses; ursprüngliche Einfriedung.                                           | 1892    |       |
| weitere Bilder      | Holzhausenstraße 36                     | Nordend, Holzhausenstraße 36 Lage                     | Neobarockes Wohnhaus in villenartigen Dimensionen mit axialen Balkons auf Eisensäulchen; z. T. ursprüngliche Einfriedung.                                                                         | 1893    |       |
| Holzhausenstraße 38 | Holzhausenstraße 38                     | Nordend, Holzhausenstraße 38 Lage                     | Ländlich anmutende Villa der Neurenaissance nach Entwurf von Carl Runkwitz – an Holzhausenstraße 36 angebaut.                                                                                     | 1892    |       |
| weitere Bilder      | Holzhausenstraße 40                     | Nordend, Holzhausenstraße 40 Lage                     | Neurenaissancevilla mit Fachwerkgiebel als Hälfte eines Doppelhauses; ursprüngliche Einfriedung.                                                                                                  | 1892    |       |
| weitere Bilder      | Holzhausenstraße 42                     | Nordend, Holzhausenstraße 42 Lage                     | Nobles Wohnhaus in Formen aus Neorenaissance u. -klassizismus als Hälfte eines Doppelhauses; ursprüngliche Einfriedung.                                                                           | 1892    |       |
| Holzhausenstraße 44 | Holzhausenstraße 44                     | Nordend, Holzhausenstraße 44 Lage                     | Nobles Wohnhaus des Neobarock in Dimensionen einer Villa mit axialem Risalit und Giebel als dominierender Teil eine. Hausreihe; ursprüngliche Einfriedung.                                        | 1899    |       |
| Holzhausenstraße 46 | Holzhausenstraße 46                     | Nordend, Holzhausenstraße 46 Lage                     | Schmales Wohnhaus in gestelzten Proportionen mit Motiven aus Neogotik und -renaissance, ursprüngliche Einfriedung.                                                                                | 1898    |       |
| weitere Bilder      | Holzhausenstraße 48                     | Nordend, Holzhausenstraße 48 Lage                     | Villa in vorwiegend gotisierenden Formen mit ursprünglicher Einfriedung. | 1899    |       |
| weitere Bilder      | Holzhausenstraße 50                     | Nordend, Holzhausenstraße 50 Lage                     | Neurenaissancevilla nach Entwurf von Adam Krämer mit Fachwerkgiebel und Polygonalerker über verklinkertem Erdgeschoss. Hälfte eines fast symmetrischen Doppelhauses; ursprüngliche Einfriedung.   | 1893    |       |
| weitere Bilder      | Holzhausenstraße 52                     | Nordend, Holzhausenstraße 52 Lage                     | Neurenaissancevilla nach Entwurf von Adam Krämer mit übergiebeltem Seitenrisalit und Erker als Hälfte eines Doppelhauses; ursprüngliche Einfriedung.                                              | 1893    |       |
| weitere Bilder      | Holzhausenstraße 54                     | Nordend, Holzhausenstraße 54 Lage                     | Neurenaissancevilla nach Entwurf von Otto Leihner – angebaut an Holzhausenstraße 56; ursprüngliche Einfriedung.                                                                                   | 1895    |       |
| weitere Bilder      | Holzhausenstraße 56                     | Nordend, Holzhausenstraße 56 Lage                     | Neurenaissancevilla mit Loggien, übergiebeltem Seitenrisalit, Kniestock in Fachwerk und Polygonalvorbau.                                                                                          | 1896    |       |
| weitere Bilder      | Holzhausenstraße 58                     | Nordend, Holzhausenstraße 58 Lage                     | Mietshaus der Neurenaissance mit Klinkerfronten und übergiebelter Fassadenmitte; ursprüngliche Einfriedung.                                                                                       | 1898    |       |
| Holzhausenstraße 63 | Holzhausenstraße 63                     | Nordend, Holzhausenstraße 63 Lage                     | Villenartiges Etagenhaus der Neurenaissance nach Entwurf von Julius Ferdinand Schnatter als Teil einer Baugruppe mit Holzhausenstraße 65-73, spärlicher Fassadendekor, ursprüngliche Einfriedung. | 1899    |       |
| Holzhausenstraße 65 | Holzhausenstraße 65                     | Nordend, Holzhausenstraße 65 Lage                     | wie Holzhausenstraße 63. | 1896    |       |
| Holzhausenstraße 67 | Holzhausenstraße 67                     | Nordend, Holzhausenstraße 67 Lage                     | wie Holzhausenstraße 63, jedoch stärker variiert. | 1896    |       |
| Holzhausenstraße 69 | Holzhausenstraße 69                     | Nordend, Holzhausenstraße 69 Lage                     | wie Holzhausenstraße 67 | 1896    |       |
| Holzhausenstraße 71 | Holzhausenstraße 71                     | Nordend, Holzhausenstraße 71 Lage                     | wie Holzhausenstraße 67 | 1896    |       |
| Holzhausenstraße 73 | Holzhausenstraße 73                     | Nordend, Holzhausenstraße 73 Lage                     | wie Holzhausenstraße 63, jedoch stärker variiert und von 1896. | 1896    |       |

### Humboldtstraße
| Bild            | Bezeichnung       | Lage                            | Beschreibung | Bauzeit | Daten |
| --------------- | ----------------- | ------------------------------- | --- | ------- | ----- |
| Humboldstraße 5 | Humboldtstraße 5  | Nordend, Humboldtstraße 5 Lage  | Aufwendig gestaltetes und nahezu unverändertes Mietshaus der Neurenaissance mit Klinkerfassade, übergiebeltern Mittelrisalit und seitlichem Säulenportal; reicher Giebeldekor; ursprüngliche Einfriedung. | 1884    |       |
| weitere Bilder  | Humboldtstraße 18 | Nordend, Humboldtstraße 18 Lage | Spätklassizistisches Etagenhaus. Hälfte eines Doppelhauses mit Oberweg 30. | 1872    |       |
| weitere Bilder  | Humboldtstraße 34 | Nordend, Humboldtstraße 34 Lage | Spätklassizistisches Etagenhaus nach Art einer Villa. Hälfte eines Doppelhauses mit Adlerflychtstraße 19.                                                                                                 | 1874    |       |

### Hynspergstraße
| Bild                                      | Bezeichnung                               | Lage                                                    | Beschreibung | Bauzeit | Daten |
| ----------------------------------------- | ----------------------------------------- | ------------------------------------------------------- | --- | ------- | ----- |
| Hynspergstraße 2 (s. Holzhausenstraße 34) | Hynspergstraße 2 (s. Holzhausenstraße 34) | Nordend, Hynspergstraße 2 (s. Holzhausenstraße 34) Lage | (s. Holzhausenstraße 34) |         |       |
| Hynspergstraße 3                          | Hynspergstraße 3                          | Nordend, Hynspergstraße 3 Lage                          | Neurenaissancevilla nach Entwurf von Ernst Friedrich Ambrosius als Hälfte eines Doppelhauses. | 1892    |       |
| weitere Bilder                            | Hynspergstraße 4                          | Nordend, Hynspergstraße 4 Lage                          | Neurenaissancevilla nach Entwurf von Ernst Friedrich Ambrosius mit Fachwerkgiebel und Erker am Seitenrisalit. Häl ines Doppelhauses; ursprüngliche Einfriedung.                                                                                      | 1903    |       |
| Hynspergstraße 5                          | Hynspergstraße 5                          | Nordend, Hynspergstraße 5 Lage                          | Neurenaissancevilla nach Entwurf von Christoph Emil Hessler als Hälfte eines Doppelhauses; ursprüngliche Einfriedung. | 1894    |       |
| weitere Bilder                            | Hynspergstraße 6                          | Nordend, Hynspergstraße 6 Lage                          | Neurenaissancevilla nach Entwurf von Ernst Friedrich Ambrosius mit übergiebeltem Seitenrisalit und Polygonalerker; Hälfte eines Doppelhauses. | 1903    |       |
| weitere Bilder                            | Hynspergstraße 7                          | Nordend, Hynspergstraße 7 Lage                          | Neurenaissancevilla. Hälfte eines Doppelhauses mit Hynspergstraße 9; ursprüngliche Einfriedung. | 1903    |       |
| weitere Bilder                            | Hynspergstraße 9                          | Nordend, Hynspergstraße 9 Lage                          | Jugendstilvilla mit mehrfarbigen, ornamentalen Giebelsgraffiti. Hälfte eines Doppelhauses; ursprüngliche Einfriedung. | 1907    |       |
| weitere Bilder                            | Hynspergstraße 11                         | Nordend, Hynspergstraße 11 Lage                         | Nobles Mietshaus nach Entwurf von Johann Georg Mohr in Stilformen aus Neobarock und Jugendstil. Üppig dekorierte Fassade mit Giebel und überkuppeltem Fachwerkgeschoss. Hälfte eines Doppelhauses mit Hynspergstraße 15-, ursprüngliche Einfriedung. | 1905    |       |
| weitere Bilder                            | Hynspergstraße 12                         | Nordend, Hynspergstraße 12 Lage                         | Neobarocke Villa (Pendant Hynspergstraße 14 durch Neubau ersetzt); ursprüngliche Einfriedung. | 1903    |       |
| weitere Bilder                            | Hynspergstraße 15                         | Nordend, Hynspergstraße 15 Lage                         | wie Hynspergstraße 11, jedoch variiert. | 1905    |       |
| weitere Bilder                            | Hynspergstraße 16                         | Nordend, Hynspergstraße 16 Lage                         | Neurenaissancevilla mit Jugendstildetails und überkuppeltem Eckerker. Teil einer Baugruppe mit Hynspergstraße 18-22; z. T. ursprüngliche Einfriedung.                                                                                                | 1903    |       |
| weitere Bilder                            | Hynspergstraße 18                         | Nordend, Hynspergstraße 18 Lage                         | wie Hynspergstraße 16, jedoch mit Erkerbalkon. | 1903    |       |
| weitere Bilder                            | Hynspergstraße 19                         | Nordend, Hynspergstraße 19 Lage                         | Barockissierende Reihenvilla des Jugendstils nach Entwurf von August und Heinrich Hundt. Teil einer Baugruppe mit Hynspergstraße 21-23; ursprüngliche Einfriedung.                                                                                   | 1903    |       |
| weitere Bilder                            | Hynspergstraße 20                         | Nordend, Hynspergstraße 20 Lage                         | wie Hynspergstraße 18, jedoch mit polygonalem Balkonerker. | 1903    |       |
| weitere Bilder                            | Hynspergstraße 21                         | Nordend, Hynspergstraße 21 Lage                         | wie Hynspergstraße 19, jedoch variiert und schlichter. | 1903    |       |
| weitere Bilder                            | Hynspergstraße 22                         | Nordend, Hynspergstraße 22 Lage                         | wie Hynspergstraße 18, jedoch mit seitlichem Eingang. | 1903    |       |
| weitere Bilder                            | Hynspergstraße 23                         | Nordend, Hynspergstraße 23 Lage                         | wie Hynspergstraße 19, jedoch leicht variiert. | 1903    |       |
| weitere Bilder                            | Hynspergstraße 25/27/29                   | Nordend, Hynspergstraße 25/27/29 Lage                   | Reihenvillen mit Anklängen an den Jugendstil nach Entwurf von August und Heinrich Hundt mit ursprünglicher Einfriedung. | 1903    |       |

### Jahnstraße
| Bild           | Bezeichnung     | Lage                          | Beschreibung | Bauzeit | Daten |
| -------------- | --------------- | ----------------------------- | --- | ------- | ----- |
| weitere Bilder | Jahnstraße 3    | Nordend, Jahnstraße 3 Lage    | Spätklassizistisches Mietshaus. Dreiachsige Fassade mit überhöhtem Mittelrisalit; ursprüngliche Einfriedung.                              | 1861    |       |
| weitere Bilder | Jahnstraße 5    | Nordend, Jahnstraße 5 Lage    | Spätklassizistisches Mietshaus mit nobel gefelderter Fassade; Mittelachse durch Balkon und Nischenpaar betont; ursprüngliche Einfriedung. | 1861    |       |
| weitere Bilder | Jahnstraße 7    | Nordend, Jahnstraße 7 Lage    | Spätklassizistisches Mietshaus mit spärlichem Dekor an nobel gegliederter Fassade; ursprüngliche Einfriedung.                             | 1861    |       |
| weitere Bilder | Jahnstraße 9/11 | Nordend, Jahnstraße 9/11 Lage | Mietshaus in gediegenen Formen der Neurenaissance nach Entwurf von Johann Wilhelm Proesler mit Klinkerfassade.                            | 1886    |       |
| weitere Bilder | Jahnstraße 19   | Nordend, Jahnstraße 19 Lage   | Spätklassizistisches Doppelhaus mit spärlichem Stuckdekor an der Fassade und ursprünglicher Einfriedung.                                  | 1865    |       |
| weitere Bilder | Jahnstraße 21   | Nordend, Jahnstraße 21 Lage   | Mietshaus der Neurenaissance. Front durch aufwendigeren Seitenrisalit ausgezeichnet.                                                      | 1884    |       |

### Julius-Heyman-Straße
| Bild           | Bezeichnung             | Lage                                  | Beschreibung | Bauzeit | Daten |
| -------------- | ----------------------- | ------------------------------------- | --- | ------- | ----- |
| weitere Bilder | Julius-Heyman-Straße 12 | Nordend, Julius-Heyman-Straße 12 Lage | Spätklassizistisch-romantisierendes Vorstadthaus von 1861; Fassadengiebel mit geschnitzten Konsolen und Schleierbrettern | 1861    |       |

### Justinianstraße
| Bild           | Bezeichnung                     | Lage                            | Beschreibung | Bauzeit | Daten |
| -------------- | ------------------------------- | ------------------------------- | --- | ------- | ----- |
| weitere Bilder | Holzhausen-Schlösschen mit Park | Nordend, Justinianstraße 5 Lage | Barockes Wasserschloss mit Bogenbrücke, erbaut 1727–29 nach Entwurf des Louis Remy de la Fosse für die Familie v. Holzhausen (Ersatz einer spätmittelalterlichen Wasserburg); Renaissancespolien aus dem 16. Jh. in der Fassade vermauert, Mansarddach durch Belvedere überhöht. Inneres nach Kriegsschäden vereinfacht erneuert. Umgebender Teich sowie Park 1910 reduziert und neu gestaltet. Überdachte Brücke (um 1920) | 1729    |       |

### Kastanienallee
| Bild           | Bezeichnung    | Lage                         | Beschreibung | Bauzeit | Daten |
| -------------- | -------------- | ---------------------------- | --- | ------- | ----- |
| Kastanienallee | Kastanienallee | Nordend, Kastanienallee Lage | Barocke Straßenachse vom Oeder Weg zum Holzhausenschlößchen – ehemals von Wirtschaftsgebäuden flankiert. Baumreihen größtenteils um 1910 erneuert | 1910    |       |

### Klettenbergstraße
| Bild                    | Bezeichnung             | Lage                                  | Beschreibung | Bauzeit | Daten |
| ----------------------- | ----------------------- | ------------------------------------- | --- | ------- | ----- |
| Klettenbergstraße 10/12 | Klettenbergstraße 10/12 | Nordend, Klettenbergstraße 10/12 Lage | Zwillingshaus. Fassade in Mischformen aus Neogotik und Jugendstil mit axialem Erker und Giebel, ursprüngliche Einfriedung.                                    | 1902    |       |
| weitere Bilder          | Klettenbergstraße 14    | Nordend, Klettenbergstraße 14 Lage    | Repräsentative Jugendstilvilla nach Entwurf von Johann Georg Mohr mit variierten Erkern und spärlicher Bauplastik; ursprüngliche Einfriedung.                 | 1909    |       |
| weitere Bilder          | Klettenbergstraße 16    | Nordend, Klettenbergstraße 16 Lage    | Ländliche Jugendstilvilla nach Entwurf des Städelprofessors W. Machod mit Freitreppe und Fachwerkerkern; ursprüngliche Einfriedung,                           | 1909    |       |
| weitere Bilder          | Klettenbergstraße 32/34 | Nordend, Klettenbergstraße 32/34 Lage | Jugendstilvillen nach Entwurf von August und Heinrich Hundt; am Erker figürliches Brüstungsrelief, unter dem Dach Drachenkonsolen; ursprüngliche Einfriedung. | 1903    |       |

### Koselstraße
| Bild           | Bezeichnung        | Lage                         | Beschreibung | Bauzeit | Daten |
| -------------- | ------------------ | ---------------------------- | --- | ------- | ----- |
| weitere Bilder | St. Bernhardkirche | Nordend, Koselstraße 11 Lage | Neoromanischer Sakralbau nach Entwurf von Hans Rummel. Überkuppelter Zentralbau mit Doppelturmfassade und halbrund zwischen symmetrischen Anbauten endendem Chor. Reliefs und Tympanonmosaik von G. Poppe in der Tradition des 11. Jahrhunderts am Hauptportal. Ausmalungen durch Heinrich Nüttgens. | 1906    |       |